# Ташлиев, Шамурад
Шамурад Ташлиев — советский хозяйственный, государственный и политический деятель, доктор исторических наук, академик Академии наук Туркменской ССР.

## Биография
Родился в 1915 году в ауле Акдашаяк. Член КПСС с 1940 года.
С 1931 года — на хозяйственной, общественной и политической работе. В 1931—1990 гг. — в редакции газеты «Гызыл гошун», в редакции газеты «Совет Түркменитаны», переводчик Народного комиссариата финансов Туркменской ССР, начальник Отдела Ленинской машинно-тракторной станции, заместитель редактора, редактор газеты «Совет Түркменитаны», заведующий Отделом пропаганды и агитации ЦК КП(б) Туркменистана, старший научный сотрудник Туркменского филиала Института марксизма-ленинизма при ЦК КПСС, заведующий Сектором советского периода, директор Института истории Академии наук Туркменской ССР, секретарь ЦК КП Туркменистана, председатель Верховного Совета Туркменской ССР, директор Туркменского филиала Института марксизма-ленинизма при ЦК КПСС, директор, снс Института истории имени Ш. Батырова Академии наук Туркменской ССР
Избирался депутатом Верховного Совета Туркменской ССР 2-го, 3-го, 5-го и 6-го созывов.
Умер в Ашхабаде в 1998 году.